# Książę Gloucester
Książę Gloucester – brytyjski tytuł parowski przysługujący członkom rodziny królewskiej.
- Dodatkowymi tytułami księcia Gloucester są:
  - hrabia Ulsteru
  - baron Culloden
- Najstarszy syn księcia Gloucester nosi tytuł hrabiego Ulsteru
- Najstarszy syn hrabiego Ulsteru nosi tytuł lorda Culloden
- Obecną rezydencja książąt Gloucester jest londyński Kensington Palace

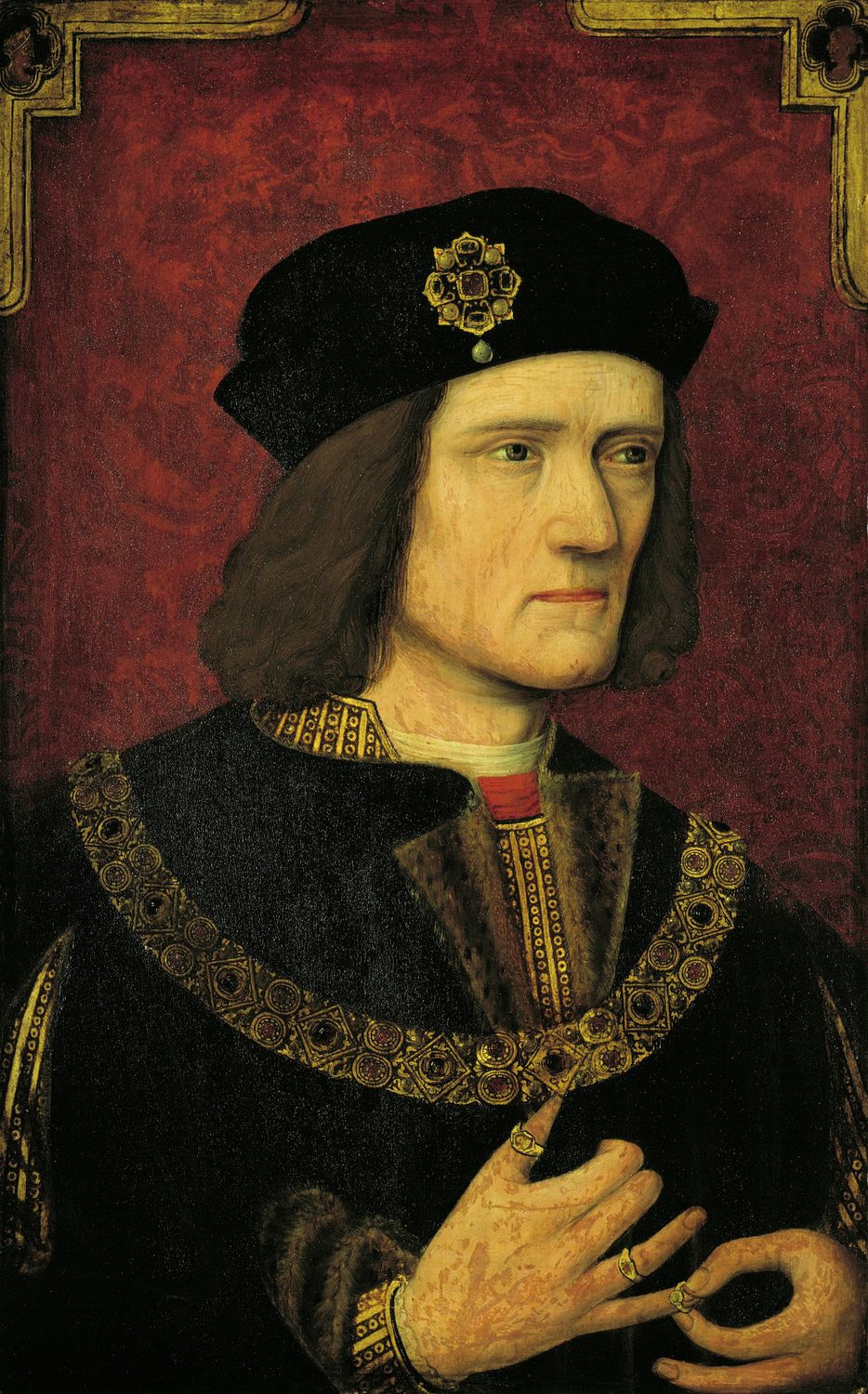
Ryszard Plantagenet, 1. książę Gloucester

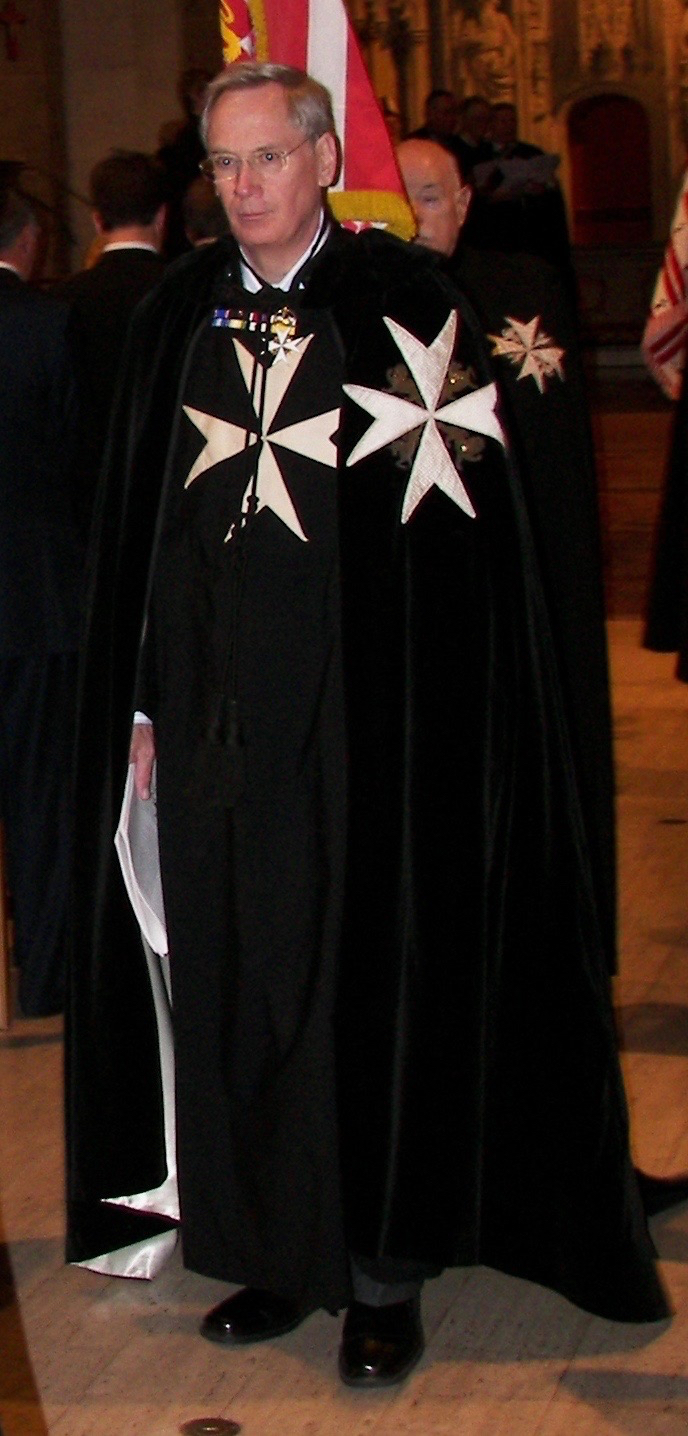
Ryszard Windsor, książę Gloucester

## Lista książąt Gloucester
Książęta Gloucester 1. kreacji (parostwo Anglii)
- 1385–1397: Tomasz Woodstock, 1. książę Gloucester

Książęta Gloucester 2. kreacji (parostwo Anglii)
- 1414–1447: Humphrey Lancaster, 1. książę Gloucester

Książęta Gloucester 3. kreacji (parostwo Anglii)
- 1461–1483: Ryszard Plantagenet, 1. książę Gloucester

Książęta Gloucester 4. kreacji (parostwo Anglii)
- 1659–1660: Henryk Stuart, książę Gloucester

Książęta Gloucester i Edynburga (parostwo Wielkiej Brytanii)
- 1764–1805: Wilhelm Henryk Hanowerski, książę Gloucester i Edynburga
- 1805–1834: Wilhelm Fryderyk Hanowerski, książę Gloucester i Edynburga

Książęta Gloucester 5. kreacji (parostwo Zjednoczonego Królestwa)
- 1928–1974: Henryk Windsor, książę Gloucester
- 1974 -: Ryszard Windsor, książę Gloucester

Następca księcia Gloucester: Aleksander Windsor, hrabia Ulsteru
Następca hrabiego Ulsteru: Xan Windsor